# Friedrich Münchmeyer
August Friedrich Otto Münchmeyer est un pasteur néo-luthérien prussien. 

## Biographie
Il est né à Hanovre le 8 décembre 1807 et il est mort à Buer (10 miles au nord d' Essen), Münster le 7 novembre 1882.
Il étudie à Lunebourg, Holzminden, Göttingen, Berlin et au séminaire des prédicateurs de Hanovre. En 1840, il est nommé curé à Lamspringe, près de Hildesheim ; en 1851, surintendant à Catlenbourg; et en 1855, conseiller consistorial et surintendant à Buer, et membre de la cour ecclésiastique d'Osnabrück.
Il est un ardent défenseur de la séparation complète de l'État et de l'Église, qu'il soutient dans le Zeitschrift für Protestantismus und Kirche et dans le Göttinger Monatsschrift (1846-1847). Il s'engage dans une controverse avec Höfling sur le Grundsätze evangelisch-lutherischer Kirchenverfassung de ce dernier, pour réfuter ce qu'il a publié Das Amt des Neuen Testaments nach Lehre der Schrift und der lutherischen Bekenntnisse (Osterode, sd ). Il est également l'auteur de Das Dogma von der sichtbaren und unsichtbaren Kirche (Göttingen, 1854).